# Ematurga unicoloraria
Ematurga unicoloraria là một loài bướm đêm trong họ Geometridae.